# إيفان غارسيا (منافس ألعاب قوى)
إيفان غارسيا هو منافس ألعاب قوى كوبي، ولد في 29 فبراير 1972 في مدينة سانتياغو دي كوبا في كوبا.

## وصلات خارجية
- إيفان غارسيا على موقع الاتحاد الدولي لألعاب القوى (الإنجليزية)
- إيفان غارسيا على موقع أوليمبيديا (الإنجليزية)